# Bajo este sol tremendo
Bajo este sol tremendo es la primera novela del escritor argentino Carlos Busqued, publicada en el 2009 por la editorial Anagrama. Escrito en el 2008, el texto fue presentado ese mismo año al Premio Herralde de Novela, y, a pesar de resultar semifinalista, fue publicado de todas formas gracias a Jorge Herralde, el fundador y propietario de la editorial dueña del premio, quien se comunicó personalmente con Busqued para hacerlo.
Después de su publicación, Bajo este sol tremendo fue ampliamente aclamado tanto por la crítica como por los lectores, consolidó a su autor como uno de los más destacados escritores argentinos contemporáneos y fue traducido a los idiomas inglés, italiano, francés y alemán. En el 2017, además, el director Israel Caetano realizó su adaptación cinematográfica con el título de El otro hermano.

## Argumento
La novela narra la historia de un hombre desempleado llamado Javier Cetarti, quien, después de recibir la noticia de que su madre y hermano fueron asesinados a escopetazos en el pueblo de Lapachito, decide ir a la ciudad a reconocer los cadáveres, donde conoce al suboficial retirado Duarte, albacea del hombre que asesinó a su familia.

## Composición y publicación
Busqued comenzó con la escritura de Bajo este sol tremendo en 2004, tras una «crisis» que «resultó en esto». Tiempo después de haberla enviado a un concurso del diario Página/12, el escritor fue «viendo qué concursos había», teniendo problemas con la presentación de la novela, debido esta no llegaba a presentarse ni como una novela corta ni como una novela debido a su extensión, por lo que «no podía entrar en casi ninguno». Finalmente, Busqued presentó la novela al Premio Juan Rulfo y al Premio Herralde de Novela, a lo que, dos meses después de la participación en el Premio Herralde, Jorge Herralde, el fundador y propietario de la editoria Anagrama, dueña del Premio, le envió un correo electrónico en el que le informaba que había perdido el premio, pero que deseaba publicarle la novela de todas formas.

## Recepción y legado
En el momento de su publicación, Bajo este sol tremendo obtuvo una amplia recepción positiva por parte de la crítica y de los lectores, consolidó a su autor como uno de los más destacados escritores argentinos contemporáneos y fue elogiada por Jorge Herralde, Ricardo Piglia y Rodolfo Fogwill, entre otros. Este último lo llamó «el libro del año» con «el mejor título de la década». Además, el texto fue traducido a los idiomas inglés, italiano, francés y alemán y llevado al cine en el 2017 por el director uruguayo Israel Adrián Caetano con el título de El otro hermano.
El escritor David Pérez Rega llamó a la novela «uno de los thrillers más impactantes e inclementes», mientras que el profesor Lucas Anton la llamó «una novela shockeante que vino de la nada».
Después del fallecimiento de Busqued en marzo del 2021, diversos medios y escritores recordaron de manera positiva a su única novela de ficción. En una entrada para el diario Perfil, la escritora Selva Almada recordó al escritor y elogió el título del texto, considerándolo «acaso uno de los mejores títulos que dio la narrativa argentina de las últimas décadas». De igual forma, y tras el fallecimiento de Busqued, tanto Bajo este sol tremendo como Magnetizado, el segundo y último libro del autor, figuraron en la lista de bestsellers de las principales cadenas de librerías de la Argentina.

## Adaptación cinematográfica
En el 2017, tuvo su estreno El otro hermano, película basada en la novela que fue dirigida por el director uruguayo Israel Adrián Caetano y protagonizada por Leonardo Sbaraglia y Daniel Hendler.